# Saison 8 de The Voice Kids (France)
 (octobre 2023).
Si vous disposez d'ouvrages ou d'articles de référence ou si vous connaissez des sites web de qualité traitant du thème abordé ici, merci de compléter l'article en donnant les références utiles à sa vérifiabilité et en les liant à la section « Notes et références ».
 (octobre 2023).
- Si vous ne connaissez pas le sujet, laissez ce bandeau (vous pouvez alors contacter les auteurs).
- Si vous supprimez le contenu mis en cause (vous pouvez préalablement contacter les auteurs),

argumentez précisément cette suppression dans la page de discussion
(un manque de référence n'est pas un argument ; une recherche réelle de référence doit avoir été effectuée, être formellement documentée).
 (octobre 2023).
 (octobre 2023).
La saison 8 de The Voice Kids réalisée par Tristan Carné et Didier Froehly est diffusée sur TF1 du 20 août 2022 au 8 octobre 2022.

## Participants

### Coachs et présentateurs
L'émission est présentée par :
- Nikos Aliagas, sur le plateau et pendant l'accueil des familles ;
- Karine Ferri, dans les coulisses et sur le plateau.

Le jury est composé de :
- Julien Doré, auteur-compositeur-interprète, musicien, producteur et acteur français et vainqueur de la saison 5 de nouvelle star
- Louane, chanteuse, actrice française et demi-finaliste de la saison 2 de The Voice : La Plus Belle Voix
- Kendji Girac, chanteur français et vainqueur de la saison 3 de The Voice : La Plus Belle Voix
- Patrick Fiori, auteur-compositeur-interprète français

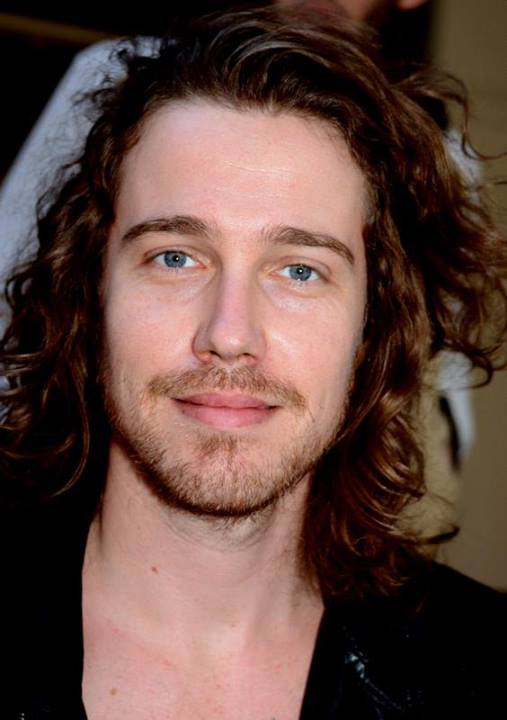
Julien Doré
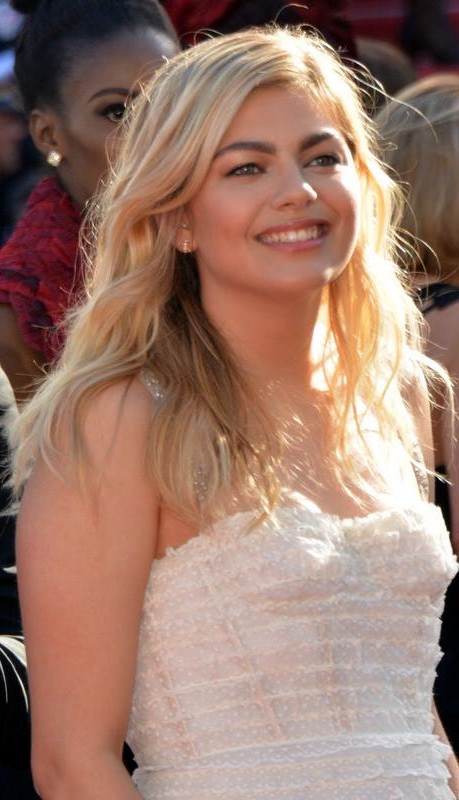
Louane
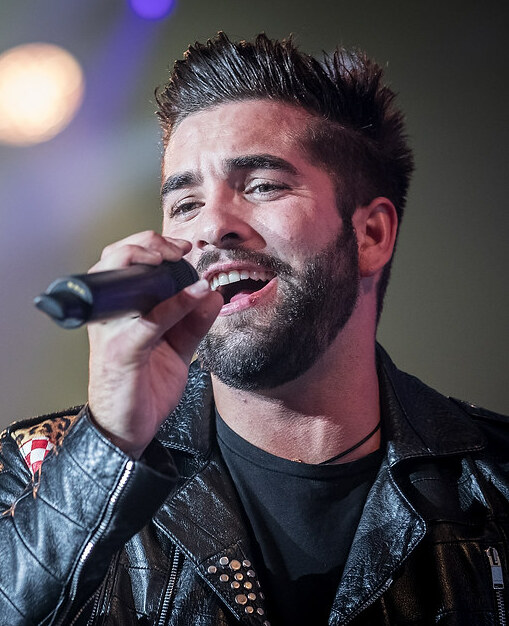
Kendji Girac
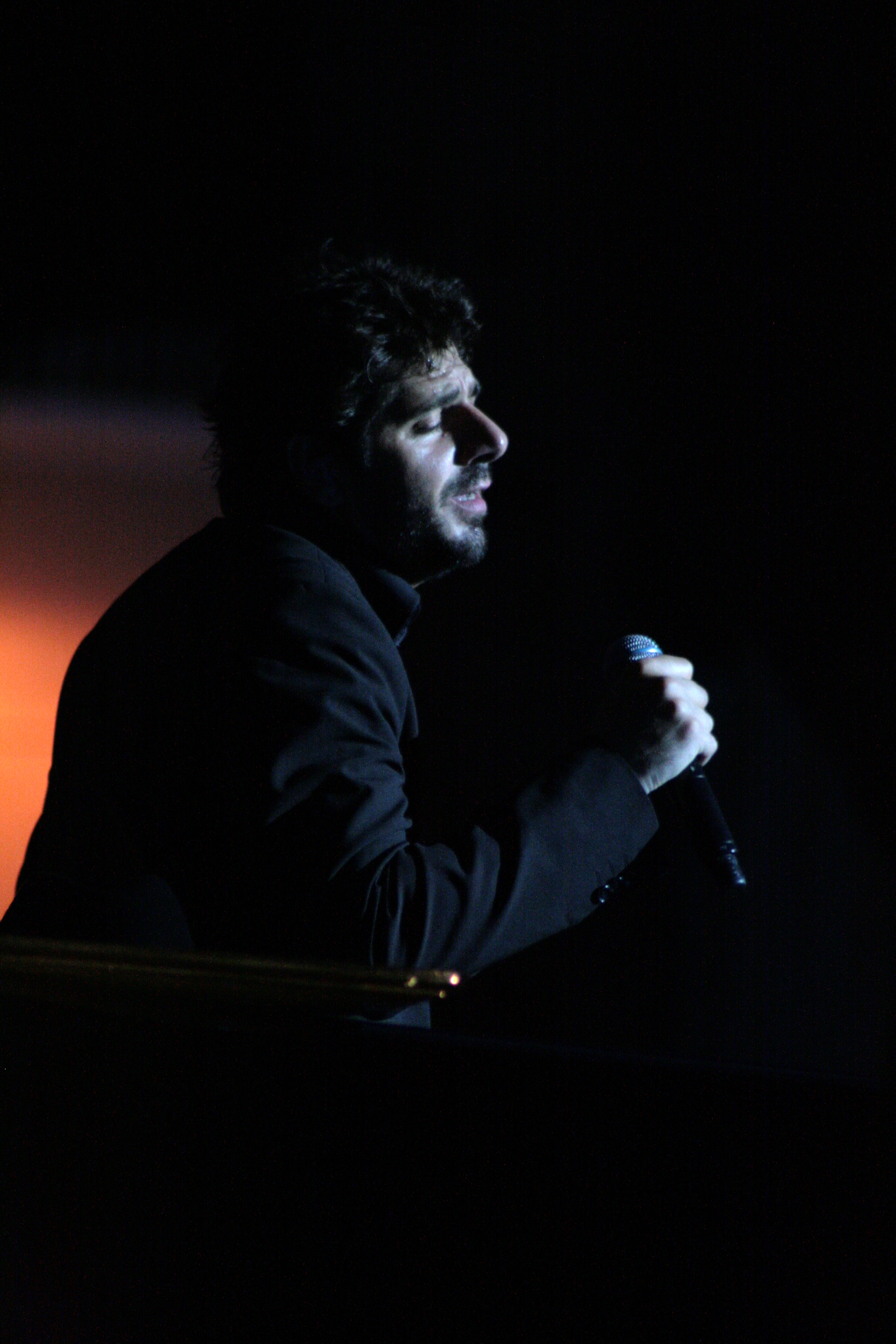
Patrick Fiori

### Candidats
- Vainqueur

| Étapes                  | #  | Julien Doré | Louane    | Kendji Girac        | Patrick Fiori |
| ----------------------- | -- | ----------- | --------- | ------------------- | ------------- |
| Finalistes              | 1  | Loghane     | Sanaa     | Sara                | Raynaud       |
| Finalistes              | 2  | Arthur      | Sacha     | Romane              | Aivan         |
| Éliminés en demi-finale | 3  | Léandre     | Isabella  | Diona               | Manon         |
| Éliminés en demi-finale | 4  | Gabriel     | Timéo     | Morgan              | Nahel         |
| Éliminés aux Battles    | 5  | Milana      | Rémy      | Meïssane et Mellina | Oriane        |
| Éliminés aux Battles    | 6  | Lola        | Faustyne  | Kenzy               | Noëlya        |
| Éliminés aux Battles    | 7  | Htagz       | Éloane    | Dylan               | Katia         |
| Éliminés aux Battles    | 8  | Zoé         | Sana      | Florian             | Océane        |
| Éliminés aux Battles    | 9  | Titouan     | Zineb     | Sara                | Eugénie       |
| Éliminés aux Battles    | 10 | Manon       | Saena     | Kamil               | Élisa         |
| Éliminés aux Battles    | 11 | Léa         | Lola-Rose | Luna                | Tom           |
| Éliminés aux Battles    | 12 | Louison     | Anaëlle   | Thaïs               | Jules         |

## Déroulement

### Étape 1: Les auditions à l'aveugle
Le principe est, pour chaque coach, de choisir les meilleurs candidats présélectionnés par la production. Lors des prestations de chaque candidat, chaque jury et futur coach est assis dans un fauteuil, dos à la scène et face au public, et écoute la voix du candidat sans le voir (d'où le terme « auditions à l'aveugle »). Lorsqu'il estime qu'il est en présence d'un bon candidat, le juré appuie sur un buzzer devant lui, qui retourne alors son fauteuil face au candidat, ce qui signifie que le juré, qui découvre enfin physiquement le candidat, est prêt à coacher le candidat et le veut dans son équipe. Si le juré est seul à s'être retourné, alors le candidat va par défaut dans son équipe. Par contre, si plusieurs jurés se retournent, c'est alors au candidat de choisir quel coach il veut rejoindre.
Une nouveauté a fait son apparition depuis la saison 6 : le « block », inspiré par la version américaine du programme. Ce bouton permet aux coachs de bloquer un autre coach afin de lui interdire d'incorporer un talent dans son équipe. Mais chaque coach n'a le droit d'utiliser ce bouton qu'une seule fois pendant les auditions à l'aveugle.

Légende

#### Épisode 1: les auditions à l'aveugle (1)
Le premier épisode est diffusé le 20 août 2022 à 21 h 10.
Les coachs ont interprété Les Sunlights des tropiques de Gilbert Montagné
| Ordre | Candidat    | Âge     | Localisation                       | Chanson                             | Choix des coachs et des candidats | Choix des coachs et des candidats | Choix des coachs et des candidats | Choix des coachs et des candidats |
| Ordre | Candidat    | Âge     | Localisation                       | Chanson                             | Julien Doré                       | Louane                            | Kendji Girac                      | Patrick Fiori                     |
| ----- | ----------- | ------- | ---------------------------------- | ----------------------------------- | --------------------------------- | --------------------------------- | --------------------------------- | --------------------------------- |
| 1     | Louison     | 11      | Les Arcs-sur-Argens, Var           | Carmen - Stromae                    | Le coach a buzzé sur ce candidat  | Le coach a buzzé sur ce candidat  | Le coach a buzzé sur ce candidat  | Le coach a buzzé sur ce candidat  |
| 2     | Loghane     | 15      | Maizières-lès-Metz, Moselle        | Voilà - Barbara Pravi               | Le coach a buzzé sur ce candidat  | Le coach a buzzé sur ce candidat  | Le coach a buzzé sur ce candidat  | Le coach a buzzé sur ce candidat  |
| 3     | Mi & Ilaina | 11 & 14 | Antananarivo, Madagascar           | Iko Iko - Justin Wellington         | —                                 | —                                 | —                                 | —                                 |
| 4     | Léandre     | 14      | Saint-Martin-en-Haut, Rhône        | Et même après je t'aimerai - Hoshi  | Le coach a buzzé sur ce candidat  | Julien Doré                       | Le coach a buzzé sur ce candidat  | Le coach a buzzé sur ce candidat  |
| 5     | Yaël        | 8       | Orchies, Nord                      | Tata Yoyo - Annie Cordy             | —                                 | —                                 | —                                 | —                                 |
| 6     | Rémy        | 13      | Bosmont-sur-Serre, Aisne           | Blue Suede Shoes - Elvis Presley    | Louane                            | Le coach a buzzé sur ce candidat  | Le coach a buzzé sur ce candidat  | Le coach a buzzé sur ce candidat  |
| 7     | Éloane      | 11      | Kœnigsmacker, Moselle              | Je m'appelle Bagdad - Tina Arena    | —                                 | Le coach a buzzé sur ce candidat  | Le coach a buzzé sur ce candidat  | —                                 |
| 8     | Arthur      | 8       | Bereldange, Luxembourg             | Love Today - Mika                   | Le coach a buzzé sur ce candidat  | Le coach a buzzé sur ce candidat  | Le coach a buzzé sur ce candidat  | Le coach a buzzé sur ce candidat  |
| 9     | Timéo       | 12      | Ambès, Gironde                     | Un homme heureux - William Sheller  | —                                 | Le coach a buzzé sur ce candidat  | —                                 | Le coach a buzzé sur ce candidat  |
| 10    | Romane      | 14      | Saint-Maximin-la-Sainte-Baume, Var | Nobody's Perfect - Jessie J         | Le coach a buzzé sur ce candidat  | Le coach a buzzé sur ce candidat  | Le coach a buzzé sur ce candidat  | Le coach a buzzé sur ce candidat  |
| 11    | Sara        | 13      | Noisiel, Seine-et-Marne            | Peter Pan - Diam's                  | —                                 | —                                 | Le coach a buzzé sur ce candidat  | Le coach a buzzé sur ce candidat  |
| 12    | Tony        | 12      | Marseille, Bouches-du-Rhône        | Still Loving You - Scorpions        | —                                 | —                                 | —                                 | —                                 |
| 13    | Sanaa       | 14      | Vaujours, Seine-Saint-Denis        | Ne me jugez pas - Camille Lellouche | Le coach a buzzé sur ce candidat  | Le coach a buzzé sur ce candidat  | Le coach a buzzé sur ce candidat  | Le coach a buzzé sur ce candidat  |
| 14    | Océane      | 14      | Bias, Lot-et-Garonne               | Fallin' - Alicia Keys               | Le coach a buzzé sur ce candidat  | —                                 | Le coach a buzzé sur ce candidat  | Le coach a buzzé sur ce candidat  |

#### Épisode 2: les auditions à l'aveugle (2)
Le deuxième épisode est diffusé le 27 août 2022 à 21 h 10.
| Ordre | Candidat           | Âge     | Localisation                        | Chanson                                                            | Choix des coachs et des candidats | Choix des coachs et des candidats | Choix des coachs et des candidats | Choix des coachs et des candidats |
| Ordre | Candidat           | Âge     | Localisation                        | Chanson                                                            | Julien Doré                       | Louane                            | Kendji Girac                      | Patrick Fiori                     |
| ----- | ------------------ | ------- | ----------------------------------- | ------------------------------------------------------------------ | --------------------------------- | --------------------------------- | --------------------------------- | --------------------------------- |
| 1     | Raynaud            | 10      | Le Tampon, La Réunion               | Goodbye, My Love, Goodbye - Demis Roussos                          | Le coach a buzzé sur ce candidat  | Le coach a buzzé sur ce candidat  | Le coach a buzzé sur ce candidat  | Le coach a buzzé sur ce candidat  |
| 2     | Faustyne           | 11      | Guidel, Morbihan                    | Beggin' - The Four Seasons (version de Måneskin)                   | Le coach a buzzé sur ce candidat  | Le coach a buzzé sur ce candidat  | Le coach a buzzé sur ce candidat  | —                                 |
| 3     | Sara               | 11      | Genève, Suisse                      | Malagueña - Ernesto Lecuona                                        | Le coach a buzzé sur ce candidat  | Kendji Girac                      | Le coach a buzzé sur ce candidat  | Le coach a buzzé sur ce candidat  |
| 4     | Nahel              | 10      | Châlons-en-Champagne, Marne         | Les Bourgeois - Jacques Brel                                       | Le coach a buzzé sur ce candidat  | Le coach a buzzé sur ce candidat  | Le coach a buzzé sur ce candidat  | Le coach a buzzé sur ce candidat  |
| 5     | Louis              | 9       | Luxembourg, Luxembourg              | Ça (c'est vraiment toi) - Téléphone                                | —                                 | —                                 | —                                 | —                                 |
| 6     | Isabella           | 15      | Ris-Orangis, Essonne                | Mr/Mme - Loïc Nottet                                               | Le coach a buzzé sur ce candidat  | Le coach a buzzé sur ce candidat  | Le coach a buzzé sur ce candidat  | Le coach a buzzé sur ce candidat  |
| 7     | Tom                | 12      | Marseille, Bouches-du-Rhône         | Hopelessly Devoted to You - Olivia Newton-John (BO de Grease)      | Le coach a buzzé sur ce candidat  | —                                 | Le coach a buzzé sur ce candidat  | Le coach a buzzé sur ce candidat  |
| 8     | Nessio             | 9       | La Louvière, Belgique               | Y'a pas que les grands qui rêvent - Melody                         | —                                 | —                                 | —                                 | —                                 |
| 9     | Gabriel            | 14      | Lauterbourg, Bas-Rhin               | Et bam - Mentissa                                                  | Le coach a buzzé sur ce candidat  | —                                 | Le coach a buzzé sur ce candidat  | Le coach a buzzé sur ce candidat  |
| 10    | Diona              | 14      | Champigny-sur-Marne, Seine-et-Marne | If I Ain't Got You - Alicia Keys                                   | Le coach a buzzé sur ce candidat  | —                                 | Le coach a buzzé sur ce candidat  | —                                 |
| 11    | Meïssane & Mellina | 10 & 10 | Louvres, Val-d'Oise                 | Bella ciao - version de Naestro feat. Gims, Dadju, Slimane & Vitaa | Le coach a buzzé sur ce candidat  | Le coach a buzzé sur ce candidat  | Le coach a buzzé sur ce candidat  | Le coach a buzzé sur ce candidat  |
| 12    | Élisa              | 13      | Auriol, Bouches-du-Rhône            | Derrière le brouillard - Grand Corps Malade & Louane               | —                                 | —                                 | —                                 | Le coach a buzzé sur ce candidat  |
| 13    | Thaïs              | 12      | Genève, Suisse                      | Traitor - Olivia Rodrigo                                           | Le coach a buzzé sur ce candidat  | —                                 | Le coach a buzzé sur ce candidat  | —                                 |
| 14    | Jade               | 8       | Toulon, Var                         | Bim bam toi - Carla                                                | —                                 | —                                 | —                                 | —                                 |
| 15    | Noëlya             | 15      | Montélimar, Drôme                   | Come with Me Now - Kongos                                          | Le coach a buzzé sur ce candidat  | —                                 | Le coach a buzzé sur ce candidat  | Le coach a buzzé sur ce candidat  |

#### Épisode 3: les auditions à l'aveugle (3)
Le troisième épisode est diffusé le 3 septembre 2022 à 21 h 10.
| Ordre | Candidat | Âge | Localisation                  | Chanson                                                                                | Choix des coachs et des candidats | Choix des coachs et des candidats | Choix des coachs et des candidats | Choix des coachs et des candidats |
| Ordre | Candidat | Âge | Localisation                  | Chanson                                                                                | Julien Doré                       | Louane                            | Kendji Girac                      | Patrick Fiori                     |
| ----- | -------- | --- | ----------------------------- | -------------------------------------------------------------------------------------- | --------------------------------- | --------------------------------- | --------------------------------- | --------------------------------- |
| 1     | Aivan    | 13  | Genève, Suisse                | Dream a Little Dream of Me - Ozzie Nelson et son orchestre (version d'Ella Fitzgerald) | Le coach a buzzé sur ce candidat  | Le coach a buzzé sur ce candidat  | Patrick Fiori                     | Le coach a buzzé sur ce candidat  |
| 2     | Kamil    | 14  | Saran, Loiret                 | Papa - Bigflo et Oli                                                                   | —                                 | —                                 | Le coach a buzzé sur ce candidat  | Le coach a buzzé sur ce candidat  |
| 3     | Saéna    | 14  | Paris                         | Another Love - Tom Odell                                                               | Le coach a buzzé sur ce candidat  | Le coach a buzzé sur ce candidat  | Le coach a buzzé sur ce candidat  | Le coach a buzzé sur ce candidat  |
| 4     | Léa      | 9   | Malay-le-Grand, Yonne         | Nous - Julien Doré                                                                     | Le coach a buzzé sur ce candidat  | Le coach a buzzé sur ce candidat  | Le coach a buzzé sur ce candidat  | Le coach a buzzé sur ce candidat  |
| 5     | Manon    | 13  | Plan-d'Aups-Sainte-Baume, Var | Lovely - Billie Eilish & Khalid                                                        | Le coach a buzzé sur ce candidat  | Le coach a buzzé sur ce candidat  | Le coach a buzzé sur ce candidat  | Le coach a buzzé sur ce candidat  |
| 6     | Louis    | 12  | Replonges, Ain                | Formidable - Stromae                                                                   | —                                 | —                                 | —                                 | —                                 |
| 7     | Lola     | 11  | Replonges, Ain                | Come as You Are - Nirvana                                                              | Le coach a buzzé sur ce candidat  | Le coach a buzzé sur ce candidat  | Le coach a buzzé sur ce candidat  | —                                 |
| 8     | Sana     | 12  | Brueil-en-Vexin, Yvelines     | Dernier lys - Noée                                                                     | Le coach a buzzé sur ce candidat  | Le coach a buzzé sur ce candidat  | Le coach a buzzé sur ce candidat  | Le coach a buzzé sur ce candidat  |
| 9     | Titouan  | 11  | Quimper, Finistère            | Creep - Radiohead                                                                      | Le coach a buzzé sur ce candidat  | Le coach a buzzé sur ce candidat  | Le coach a buzzé sur ce candidat  | Le coach a buzzé sur ce candidat  |
| 10    | Manon    | 13  | Thiais, Val-de-Marne          | Ben - Michael Jackson                                                                  | Le coach a buzzé sur ce candidat  | —                                 | —                                 | —                                 |
| 11    | Zoé      | 14  | Paris                         | Je vais t'aimer - Michel Sardou                                                        | Le coach a buzzé sur ce candidat  | —                                 | Le coach a buzzé sur ce candidat  | —                                 |
| 12    | Saul     | 13  | Paris                         | Hotel California - Eagles                                                              | —                                 | —                                 | —                                 | —                                 |
| 13    | Eugénie  | 13  | Quimperlé, Finistère          | Dommage - Erza Muqoli                                                                  | Le coach a buzzé sur ce candidat  | —                                 | Le coach a buzzé sur ce candidat  | Le coach a buzzé sur ce candidat  |
| 14    | Anaëlle  | 15  | Woustviller, Moselle          | Aimer à mort - Louane                                                                  | Le coach a buzzé sur ce candidat  | Le coach a buzzé sur ce candidat  | —                                 | —                                 |
| 15    | Luna     | 14  | Florensac, Hérault            | Toute la musique que j'aime - Johnny Hallyday                                          | —                                 | —                                 | Le coach a buzzé sur ce candidat  | —                                 |

#### Épisode 4: les auditions à l'aveugle (4)
Le quatrième épisode est diffusé le 10 septembre 2022 à 21 h 10.
| Ordre | Candidat             | Âge     | Localisation                        | Chanson                                                                        | Choix des coachs et des candidats | Choix des coachs et des candidats | Choix des coachs et des candidats | Choix des coachs et des candidats |
| Ordre | Candidat             | Âge     | Localisation                        | Chanson                                                                        | Julien Doré                       | Louane                            | Kendji Girac                      | Patrick Fiori                     |
| ----- | -------------------- | ------- | ----------------------------------- | ------------------------------------------------------------------------------ | --------------------------------- | --------------------------------- | --------------------------------- | --------------------------------- |
| 1     | Jules                | 15      | Le Meux, Oise                       | I'm Still Standing - Elton John                                                | —                                 | —                                 | —                                 | Le coach a buzzé sur ce candidat  |
| 2     | Lola-Rose            | 7       | Arvillers, Somme                    | L'effet de masse - Maëlle                                                      | Le coach a buzzé sur ce candidat  | Le coach a buzzé sur ce candidat  | Le coach a buzzé sur ce candidat  | Le coach a buzzé sur ce candidat  |
| 3     | Milana               | 11      | Clermont-Ferrand, Puy-de-Dôme       | Toy - Netta                                                                    | Le coach a buzzé sur ce candidat  | —                                 | Le coach a buzzé sur ce candidat  | —                                 |
| 4     | Oriane               | 14      | Casablanca, Maroc                   | Drivers License - Olivia Rodrigo                                               | Le coach a buzzé sur ce candidat  | Le coach a buzzé sur ce candidat  | Le coach a buzzé sur ce candidat  | Le coach a buzzé sur ce candidat  |
| 5     | Simon                | 13      | Montluçon, Allier                   | Ta Katie t'a quitté - Boby Lapointe                                            | —                                 | —                                 | —                                 | —                                 |
| 6     | Sacha                | 13      | Saze, Gard                          | Fix You - Coldplay                                                             | Le coach a buzzé sur ce candidat  | Le coach a buzzé sur ce candidat  | —                                 | Le coach a buzzé sur ce candidat  |
| 7     | Florian              | 10      | Nontron, Dordogne                   | SOS d'un terrien en détresse - Daniel Balavoine (version de Grégory Lemarchal) | Le coach a buzzé sur ce candidat  | —                                 | Le coach a buzzé sur ce candidat  | —                                 |
| 8     | Julia                | 12      | Neuilly-sur-Seine, Hauts-de-Seine   | Save Your Tears - The Weeknd                                                   | —                                 | —                                 | —                                 | —                                 |
| 9     | Dylan                | 9       | L'Isle-sur-la-Sorgue, Vaucluse      | Volare - Domenico Modugno (version des Gipsy Kings)                            | Le coach a buzzé sur ce candidat  | Le coach a buzzé sur ce candidat  | Le coach a buzzé sur ce candidat  | Le coach a buzzé sur ce candidat  |
| 10    | Katia                | 12      | Grenoble, Isère                     | Into The Unknown - Idina Menzel & Aurora                                       | Le coach a buzzé sur ce candidat  | Le coach a buzzé sur ce candidat  | Le coach a buzzé sur ce candidat  | Le coach a buzzé sur ce candidat  |
| 11    | Mia                  | 13      | Grenoble, Isère                     | Supercalifragilisticexpialidocious - Mary Poppins                              | —                                 | —                                 | —                                 | —                                 |
| 12    | Zineb                | 15      | Casablanca, Maroc                   | One and Only - Adele                                                           | Le coach a buzzé sur ce candidat  | Le coach a buzzé sur ce candidat  | Le coach a buzzé sur ce candidat  | Le coach a buzzé sur ce candidat  |
| 13    | Kenzy                | 14      | Villeneuve-le-Roi, Val-de-Marne     | Petit frère - IAM                                                              | —                                 | —                                 | Le coach a buzzé sur ce candidat  | Le coach a buzzé sur ce candidat  |
| 14    | Morgan               | 12      | Baziège, Haute-Garonne              | L'Homme à la moto - Édith Piaf                                                 | —                                 | —                                 | Le coach a buzzé sur ce candidat  | —                                 |
| 15    | Htagz (Lyn et Nawel) | 15 & 15 | Lectoure, Gers Agen, Lot-et-Garonne | Minefields - Faouzia & John Legend                                             | Le coach a buzzé sur ce candidat  | —                                 | —                                 | —                                 |

### Étape 2: lesBattles
Au sein de leurs équipes, les coachs ont formé des trios de candidats, selon leurs registres vocaux, pour chanter une chanson choisie par le coach. Chaque coach est épaulé par un artiste dans son coaching : Patrick Fiori est accompagné de Carla Lazzari et Angelina, respectivement finaliste de la saison 5 et gagnante de la saison 4 de The Voice Kids dans son équipe, Louane est accompagnée d'Eva Queen, Julien Doré est accompagné d'Eddy de Pretto et Kendji est accompagné de Soprano, ancien coach de The Voice Kids. À chaque prestation de trio, l'un des trois talents est qualifié par son coach pour l'étape suivante, la demi-finale. Les deux autres candidats sont éliminés du concours.
Légende
- Le talent a remporté la Battle
- Le talent a perdu la Battle
- Abandon

#### Épisode 5: les battles (1)
Le cinquième épisode est diffusé le 17 septembre 2022 à 21 h 10.
Les coachs ont interprété Besoin d'amour de France Gall.
| Coach         | Ordre | Gagnant      | Chanson                                                 | Perdants  |
| ------------- | ----- | ------------ | ------------------------------------------------------- | --------- |
| Julien Doré   | 1     | Arthur       | Soulman - Ben l'Oncle Soul                              | Louison   |
| Julien Doré   | 1     | Arthur       | Soulman - Ben l'Oncle Soul                              | Léa       |
| Patrick Fiori | 2     | Aivan        | Si - Zaz                                                | Jules     |
| Patrick Fiori | 2     | Aivan        | Si - Zaz                                                | Tom       |
| Kendji Girac  | 3     | Sara Pedrozo | J'irai où tu iras - Céline Dion                         | Thaïs     |
| Kendji Girac  | 3     | Sara Pedrozo | J'irai où tu iras - Céline Dion                         | Luna      |
| Louane        | 4     | Timéo        | Dis, quand reviendras-tu ? - Barbara                    | Anaëlle   |
| Louane        | 4     | Timéo        | Dis, quand reviendras-tu ? - Barbara                    | Lola-Rose |
| Patrick Fiori | 5     | Nahel        | La Vie en rose - Édith Piaf                             | Élisa     |
| Patrick Fiori | 5     | Nahel        | La Vie en rose - Édith Piaf                             | Eugénie   |
| Louane        | 6     | Isabella     | Crazy in Love - Beyoncé & Jay-Z                         | Saena     |
| Louane        | 6     | Isabella     | Crazy in Love - Beyoncé & Jay-Z                         | Zineb     |
| Julien Doré   | 7     | Gabriel      | Il est où le bonheur - Christophe Maé                   | Manon     |
| Julien Doré   | 7     | Gabriel      | Il est où le bonheur - Christophe Maé                   | Titouan   |
| Kendji Girac  | 8     | Diona        | Mais je t'aime - Grand Corps Malade & Camille Lellouche | Kamil     |
| Kendji Girac  | 8     | Diona        | Mais je t'aime - Grand Corps Malade & Camille Lellouche | Sara      |

* Zineb n'a pas pu participer aux battles en raison de la crise sanitaire du Covid-19. L'émission ayant été enregistrée en janvier 2022 alors que les frontières du Maroc, où elle vit, étaient fermées. La jeune fille s'est vue contrainte d'abandonner la compétition.

#### Épisode 6: les battles (2)
Le sixième épisode est diffusé le 24 septembre 2022 à 21 h 10.
| Coach         | Ordre | Gagnant | Chanson                                                               | Perdants            |
| ------------- | ----- | ------- | --------------------------------------------------------------------- | ------------------- |
| Patrick Fiori | 1     | Raynaud | Vivre pour le meilleur - Johnny Hallyday                              | Océane              |
| Patrick Fiori | 1     | Raynaud | Vivre pour le meilleur - Johnny Hallyday                              | Katia               |
| Julien Doré   | 2     | Loghane | Mourir sur scène - Dalida                                             | Zoé                 |
| Julien Doré   | 2     | Loghane | Mourir sur scène - Dalida                                             | Htagz               |
| Louane        | 3     | Sanaa   | Résiste - France Gall                                                 | Sana                |
| Louane        | 3     | Sanaa   | Résiste - France Gall                                                 | Éloane              |
| Kendji Girac  | 4     | Morgan  | Au bout de mes rêves - Jean-Jacques Goldman                           | Florian             |
| Kendji Girac  | 4     | Morgan  | Au bout de mes rêves - Jean-Jacques Goldman                           | Dylan               |
| Louane        | 5     | Sacha   | No Surprises - Radiohead                                              | Faustyne            |
| Louane        | 5     | Sacha   | No Surprises - Radiohead                                              | Rémy                |
| Patrick Fiori | 6     | Manon   | Jusqu'au bout - Amel Bent & Imen Es                                   | Noëlya              |
| Patrick Fiori | 6     | Manon   | Jusqu'au bout - Amel Bent & Imen Es                                   | Oriane              |
| Julien Doré   | 7     | Léandre | Je l'aime à mourir - Francis Cabrel                                   | Lola                |
| Julien Doré   | 7     | Léandre | Je l'aime à mourir - Francis Cabrel                                   | Milana              |
| Kendji Girac  | 8     | Romane  | Killing Me Softly with His Song - Lori Lieberman (version des Fugees) | Kenzy               |
| Kendji Girac  | 8     | Romane  | Killing Me Softly with His Song - Lori Lieberman (version des Fugees) | Meïssane et Mellina |

* Oriane, vivant au Maroc comme Zineb, n'a pas pu participer aux battles pour les mêmes raisons que cette dernière et a été contrainte d'abandonner la compétition elle aussi.
À l'issue des Battles, les équipes sont ainsi constituées :
| Julien Doré | Louane   | Kendji Girac | Patrick Fiori |
| ----------- | -------- | ------------ | ------------- |
| Arthur      | Timéo    | Sara         | Aivan         |
| Gabriel     | Isabella | Diona        | Nahel         |
| Loghane     | Sanaa    | Morgan       | Raynaud       |
| Léandre     | Sacha    | Romane       | Manon         |

### Étape 3: la demi-finale
Le septième épisode est diffusé le 1er octobre 2022 à 21 h 10.
Légende
- Sauvé(e) pour la finale
- Éliminé(e) de la compétition

| Coach         | Ordre | Talent   | Chanson                                        | Résultat |
| ------------- | ----- | -------- | ---------------------------------------------- | -------- |
| Patrick Fiori | 1     | Aivan    | L'Envie d'aimer - Daniel Lévi                  | Sauvé    |
| Patrick Fiori | 2     | Nahel    | Reste - Claude François                        | Éliminé  |
| Patrick Fiori | 3     | Manon    | Easy on Me - Adele                             | Éliminée |
| Patrick Fiori | 4     | Raynaud  | Chiquitita - Nana Mouskouri                    | Sauvé    |
| Julien Doré   | 5     | Arthur   | Kiss You - One Direction                       | Sauvé    |
| Julien Doré   | 6     | Gabriel  | T'en va pas - Elsa                             | Éliminé  |
| Julien Doré   | 7     | Léandre  | Lettre à France - Michel Polnareff             | Éliminé  |
| Julien Doré   | 8     | Loghane  | The Winner Takes It All - ABBA                 | Sauvée   |
| Kendji Girac  | 9     | Diona    | Price Tag - Jessie J                           | Éliminée |
| Kendji Girac  | 10    | Sara     | Bésame mucho - Consuelo Velázquez              | Sauvée   |
| Kendji Girac  | 11    | Morgan   | J'veux du soleil - Au p'tit bonheur            | Éliminé  |
| Kendji Girac  | 12    | Romane   | Listen - Beyoncé                               | Sauvée   |
| Louane        | 13    | Timéo    | Bad Habits - Ed Sheeran                        | Éliminé  |
| Louane        | 14    | Isabella | Si seulement je pouvais lui manquer - Calogero | Éliminée |
| Louane        | 15    | Sacha    | Always Remember Us This Way - Lady Gaga        | Sauvé    |
| Louane        | 16    | Sanaa    | J'envoie valser - Zazie                        | Sauvée   |

À l'issue de la demi-finale, les équipes sont ainsi constituées :
| Julien Doré | Louane | Kendji Girac | Patrick Fiori |
| ----------- | ------ | ------------ | ------------- |
| Arthur      | Sacha  | Sara         | Aivan         |
| Loghane     | Sanaa  | Romane       | Raynaud       |

### Étape 4: la finale
Le huitième épisode est diffusé le 8 octobre 2022 à 21 h 10.
Gims est présent pour cette finale en tant que Super Coach et y interprète sa nouvelle chanson Maintenant, dévoilée le 30 septembre précédent.
Légende
- Sauvé(e) par le public
- Éliminé(e) de la compétition

| Coach         | Ordre | Talent  | Chanson                                                                   | Résultat |
| ------------- | ----- | ------- | ------------------------------------------------------------------------- | -------- |
| Patrick Fiori | 1     | Raynaud | Puisque tu pars - Jean-Jacques Goldman                                    | Sauvé    |
| Patrick Fiori | 2     | Aivan   | Tu t'en iras - La Zarra                                                   | Éliminé  |
| Julien Doré   | 3     | Arthur  | Creep - Radiohead                                                         | Éliminé  |
| Julien Doré   | 4     | Loghane | Et si tu n'existais pas - Joe Dassin                                      | Sauvée   |
| Kendji Girac  | 5     | Romane  | Proud Mary - Creedence Clearwater Revival (version d'Ike and Tina Turner) | Éliminée |
| Kendji Girac  | 6     | Sara    | Comme d'habitude - Claude François                                        | Sauvée   |
| Louane        | 7     | Sacha   | Je te promets - Johnny Hallyday                                           | Éliminé  |
| Louane        | 8     | Sanaa   | I Will Always Love You - Whitney Houston                                  | Sauvée   |

| Coach         | Ordre | Talent  | Chanson                                  | En duo avec   | Résultat |
| ------------- | ----- | ------- | ---------------------------------------- | ------------- | -------- |
| Patrick Fiori | 1     | Raynaud | J'y vais - Florent Pagny & Patrick Fiori | Patrick Fiori | Gagnant  |
| Julien Doré   | 2     | Loghane | Aline - Christophe                       | Julien Doré   |          |
| Kendji Girac  | 3     | Sara    | Je l'aime à mourir - Francis Cabrel      | Kendji Girac  |          |
| Louane        | 4     | Sanaa   | Les moulins de mon cœur - Michel Legrand | Louane        |          |

## Audiences
| Épisode | Jour de diffusion et étapes                       | Horaire         | Nombre de Téléspectateurs | Parts de marché sur les 4 ans et plus | Classement des audiences de la soirée | Référence |
| ------- | ------------------------------------------------- | --------------- | ------------------------- | ------------------------------------- | ------------------------------------- | --------- |
| 1       | Samedi 20 août 2022 (Audition à l'aveugle 1)      | 21 h 10-22 h 20 | 3 216 000                 | 18,8 %                                | 1er                                   | [ 17 ]    |
| 1       | Samedi 20 août 2022 (Audition à l'aveugle 1)      | 22 h 20-23 h 45 | 3 210 000                 | 25,5 %                                | 1er                                   | [ 17 ]    |
| 2       | Samedi 27 août 2022 (Audition à l'aveugle 2)      | 21 h 10-22 h 20 | 3 333 000                 | 19,9 %                                | 2e                                    | [ 18 ]    |
| 2       | Samedi 27 août 2022 (Audition à l'aveugle 2)      | 22 h 20-23 h 45 | 3 270 000                 | 25,1 %                                | 1er                                   | [ 18 ]    |
| 3       | Samedi 3 septembre 2022 (Audition à l'aveugle 3)  | 21 h 10-22 h 20 | 2 895 000                 | 16 %                                  | 2e                                    | [ 19 ]    |
| 3       | Samedi 3 septembre 2022 (Audition à l'aveugle 3)  | 22 h 20-23 h 45 | 3 000 000                 | 21,8 %                                | 1er                                   | [ 19 ]    |
| 4       | Samedi 10 septembre 2022 (Audition à l'aveugle 4) | 21 h 10-22 h 20 | 3 738 000                 | 19,8 %                                | 2e                                    | [ 20 ]    |
| 4       | Samedi 10 septembre 2022 (Audition à l'aveugle 4) | 22 h 20-23 h 45 | 3 680 000                 | 24,6 %                                | 1er                                   | [ 20 ]    |
| 5       | Samedi 17 septembre 2022 (Battles 1)              | 21 h 10-22 h 20 | 3 399 000                 | 18,2 %                                | 2e                                    | [ 21 ]    |
| 5       | Samedi 17 septembre 2022 (Battles 1)              | 22 h 20-23 h 45 | 2 880 000                 | 21,3 %                                | 2e                                    | [ 21 ]    |
| 6       | Samedi 24 septembre 2022 (Battles 2)              | 21 h 10-22 h 20 | 2 861 000                 | 15,2 %                                | 2e                                    | [ 22 ]    |
| 6       | Samedi 24 septembre 2022 (Battles 2)              | 22 h 20-23 h 30 | 2 430 000                 | 17,3 %                                | 2e                                    | [ 22 ]    |
| 7       | Samedi 1er octobre 2022 (Demi-finale)             | 21 h 10-22 h 20 | 3 053 000                 | 15,7 %                                | 2e                                    | [ 23 ]    |
| 7       | Samedi 1er octobre 2022 (Demi-finale)             | 22 h 20-23 h 50 | 2 830 000                 | 20,7 %                                | 1er                                   | [ 23 ]    |
| 8       | Samedi 8 octobre 2022 (Finale)                    | 21 h 10-22 h 20 | 3 141 000                 | 16,9 %                                | 2e                                    | [ 24 ]    |
| 8       | Samedi 8 octobre 2022 (Finale)                    | 22 h 20-23 h 35 | 3 070 000                 | 22,4 %                                | 1er                                   | [ 24 ]    |

Légende :
En fond vert = Les plus hauts chiffres d'audiences/PDM
En fond rouge = Les plus bas chiffres d'audiences/PDM